# Аквалорето (Терни)
Аквалорето (итал. Acqualoreto) је насеље у Италији у округу Терни, региону Умбрија.
Према процени из 2011. у насељу је живело 86 становника. Насеље се налази на надморској висини од 410 м.